# Howard M. Temin
Howard M. Temin, född 10 december 1934 i Philadelphia, Pennsylvania, död 9 februari 1994 i Madison, Dane County, Wisconsin, var en amerikansk genetiker och cancerforskare.

## Biografi
Temin var son till en advokat av judisk börd. Han tog sin kandidatexamen från Swarthmore College 1955 med inriktning på biologi. Han tog sin doktorsexamen i djurvirologi vid California Institute of Technology 1959.
Temin visade att vissa tumörvirus bar på enzymatisk förmåga att vända flödet av information från RNA till DNA med hjälp av omvänt transkriptas. Samtidigt och oberoende av detta upptäckte David Baltimore vid Massachusetts Institute of Technology att omvänt transkriptas också förekom i samband med murint leukemivirus.

## Utmärkelser
År 1975 erhöll Temin, för sina arbeten över sambandet mellan virus och vissa tumörer, Nobelpriset i fysiologi eller medicin tillsammans med David Baltimore och Renato Dulbecco.
Han tilldelades 1974 Albert Lasker Basic Medical Research Award.